# The Meadow Lark
The Meadow Lark è un cortometraggio muto del 1913 scritto e diretto da Richard Ridgely.

## Produzione
Il film fu prodotto dalla Edison Manufacturing Company.

## Distribuzione
Distribuito dalla General Film Company, il film - un cortometraggio in una bobina - uscì nelle sale cinematografiche statunitensi il 25 luglio 1913.